# Episodi di Dragnet (serie televisiva 1951) (settima stagione)
La settima stagione della serie televisiva Dragnet è andata in onda negli Stati Uniti dal 26 settembre 1957 al 26 giugno 1958 sulla NBC.
| nº | Titolo originale       | Prima TV USA      |
| -- | ---------------------- | ----------------- |
| 1  | The Big Constitution   | 26 settembre 1957 |
| 2  | The Big Candy Box      | 3 ottobre 1957    |
| 3  | The Big Button         | 10 ottobre 1957   |
| 4  | The Big Yak            | 17 ottobre 1957   |
| 5  | The Big Howard         | 24 ottobre 1957   |
| 6  | The Big Tomato Cans    | 31 ottobre 1957   |
| 7  | The Big Dip            | 7 novembre 1957   |
| 8  | The Big License Plates | 14 novembre 1957  |
| 9  | The Big Blank          | 21 novembre 1957  |
| 10 | The Big Tease          | 28 novembre 1957  |
| 11 | The Big Love           | 5 dicembre 1957   |
| 12 | The Big Red Wagon      | 12 dicembre 1957  |
| 13 | The Big Prescription   | 19 dicembre 1957  |
| 14 | The Big Full Moon      | 26 dicembre 1957  |
| 15 | The Big Jade           | 2 gennaio 1958    |
| 16 | The Big Tip            | 9 gennaio 1958    |
| 17 | The Big Stubby         | 16 gennaio 1958   |
| 18 | The Big Baby Face      | 23 gennaio 1958   |
| 19 | The Big Lip            | 30 gennaio 1958   |
| 20 | The Big Boot           | 13 febbraio 1958  |
| 21 | The Big Rip            | 20 febbraio 1958  |
| 22 | The Big Excuse         | 27 febbraio 1958  |
| 23 | The Big Knot           | 6 marzo 1958      |
| 24 | The Big Hobby          | 13 marzo 1958     |
| 25 | The Big Organizer      | 20 marzo 1958     |
| 26 | The Big Gent           | 27 marzo 1958     |
| 27 | The Big Wardrobe       | 3 aprile 1958     |
| 28 | The Big War            | 10 aprile 1958    |
| 29 | The Big Bad Count      | 17 aprile 1958    |
| 30 | The Big Evans          | 24 aprile 1958    |
| 31 | The Big Pack Rat       | 1º maggio 1958    |
| 32 | The Big Honeymoon      | 8 maggio 1958     |
| 33 | The Big Eyes           | 15 maggio 1958    |
| 34 | The Big Cracker Box    | 22 maggio 1958    |
| 35 | The Big Perfume Bottle | 29 maggio 1958    |
| 36 | The Big Bed            | 5 giugno 1958     |
| 37 | The Big Ruthie         | 12 giugno 1958    |
| 38 | The Big Grifter        | 19 giugno 1958    |
| 39 | The Big Irony          | 26 giugno 1958    |

## The Big Constitution
- Diretto da:
- Scritto da:

### Trama
- Interpreti: Jack Webb (sergente Joe Friday), Ben Alexander (ufficiale Frank Smith), Tom Masters, Erik Nielsen, Christian Pasques, Jeffrey Pickett, Joe Quinn, Anthony Sydes, Ferris Taylor, Jack Wagner, George Fenneman (annunciatore in apertura), Hal Gibney (annunciatore in chiusura)

## The Big Candy Box
- Diretto da:
- Scritto da:

### Trama
- Interpreti: Jack Webb (sergente Joe Friday), Keith Britton, Taylor Holmes, Lillian Powell, Martha Wentworth, George Fenneman (annunciatore in apertura), Hal Gibney (annunciatore in chiusura)

## The Big Button
- Diretto da:
- Scritto da:

### Trama
- Interpreti: Jack Webb (sergente Joe Friday), Donald Buka, Brett King, John Nolan, Olan Soule (Ray Pinker), Martin Spellman, John Truax, George Fenneman (annunciatore in apertura), Hal Gibney (annunciatore in chiusura)

## The Big Yak
- Diretto da:
- Scritto da:

### Trama
- Interpreti: Jack Webb (sergente Joe Friday), Paul E. Burns, Joe Conley, Roy Darmour, Jesslyn Fax, Sherwood Price, Syd Saylor, Mark Scott, George Fenneman (annunciatore in apertura), Hal Gibney (annunciatore in chiusura)

## The Big Howard
- Diretto da:
- Scritto da:

### Trama
- Interpreti: Jack Webb (sergente Joe Friday), Hans Conried, George Fenneman (annunciatore in apertura), Hal Gibney (annunciatore in chiusura)

## The Big Tomato Cans
- Diretto da:
- Scritto da:

### Trama
- Interpreti: Jack Webb (sergente Joe Friday), Harry Klekas (Leo Banks), Ed Prentiss (George Clawson), Sara Shane (Alva Clawson), Yvette Vickers (Janet Scully), George Fenneman (annunciatore in apertura), Hal Gibney (annunciatore in chiusura)

## The Big Dip
- Diretto da:
- Scritto da:

### Trama
- Interpreti: Jack Webb (sergente Joe Friday), Art Balinger (capitano Glavas), Paul Frees, Joyce Jameson, John Parrish, Howard Wendell, George Fenneman (annunciatore in apertura), Hal Gibney (annunciatore in chiusura)

## The Big License Plates
- Diretto da:
- Scritto da:

### Trama
- Interpreti: Jack Webb (sergente Joe Friday), Jim Bridges, Shep Houghton, Helen Spring, George Fenneman (annunciatore in apertura), Hal Gibney (annunciatore in chiusura)

## The Big Blank
- Diretto da:
- Scritto da:

### Trama
- Interpreti: Jack Webb (sergente Joe Friday), Cynthia Chenault, Gertrude Graner, William Henry, Nicholas King, Alan Reynolds, George Fenneman (annunciatore in apertura), Hal Gibney (annunciatore in chiusura)

## The Big Tease
- Diretto da:
- Scritto da:

### Trama
- Interpreti: Jack Webb (sergente Joe Friday), Eve Brent (Marlee Tomlen), Raymond Greenleaf, Kevin Hagen, Steve Masino, Alvy Moore, George Fenneman (annunciatore in apertura), Hal Gibney (annunciatore in chiusura)

## The Big Love
- Diretto da:
- Scritto da:

### Trama
- Interpreti: Jack Webb (sergente Joe Friday), John Close, Joe Cranston, Peggy Maley, Victor Rodman, George Fenneman (annunciatore in apertura), Hal Gibney (annunciatore in chiusura)

## The Big Red Wagon
- Diretto da:
- Scritto da:

### Trama
- Interpreti: Jack Webb (sergente Joe Friday), Ken Christy, Leo Curley, William Flaherty, Dudley Manlove, Norman Ward, Don Warren, George Fenneman (annunciatore in apertura), Hal Gibney (annunciatore in chiusura)

## The Big Prescription
- Diretto da:
- Scritto da:

### Trama
- Interpreti: Jack Webb (sergente Joe Friday), Howard Culver, Tom Daly, Opal Euard, Charity Grace, Louise Lorimer, Dee Pollock (Robert Barson), George Fenneman (annunciatore in apertura), Hal Gibney (annunciatore in chiusura)

## The Big Full Moon
- Diretto da:
- Scritto da:

### Trama
- Interpreti: Jack Webb (sergente Joe Friday), George Barrows, Nesdon Booth, Joan Bradshaw, William Fawcett, Vicki Raaf, Lorna Thayer, George Fenneman (annunciatore in apertura), Hal Gibney (annunciatore in chiusura)

## The Big Jade
- Diretto da:
- Scritto da:

### Trama
- Interpreti: Jack Webb (sergente Joe Friday), Philip Ahn (Gerald Quon), Ben Alexander (ufficiale Frank Smith), Richard Benedict (Harry Wilmer), Gloria Holt (Inez), Ricky Kelman (Norman Fisher), Michael Morgan (sergente Gonzales), Frank J. Scannell (Hubert Crockett), Olan Soule (Ray Pinker), George Fenneman (annunciatore in apertura), Hal Gibney (annunciatore in chiusura)

## The Big Tip
- Diretto da:
- Scritto da:

### Trama
- Interpreti: Jack Webb (sergente Joe Friday), Tiny Brauer, Julian Burton, Coleman Francis, Joey Ray, Olan Soule (Ray Pinker), George Fenneman (annunciatore in apertura), Hal Gibney (annunciatore in chiusura)

## The Big Stubby
- Diretto da:
- Scritto da:

### Trama
- Interpreti: Jack Webb (sergente Joe Friday), Howard Bert (Stuffy Opal), Martin Dean (Paul Lint), Frances O'Farrell, Lyn Thomas (Mona Morgan), George Fenneman (annunciatore in apertura), Hal Gibney (annunciatore in chiusura)

## The Big Baby Face
- Diretto da:
- Scritto da:

### Trama
- Interpreti: Jack Webb (sergente Joe Friday), Marvin Bryan, Anne Diamond, Celia Lovsky, Olan Soule (Ray Pinker), Bob Wehling, George Fenneman (annunciatore in apertura), Hal Gibney (annunciatore in chiusura)

## The Big Lip
- Diretto da:
- Scritto da:

### Trama
- Interpreti: Jack Webb (sergente Joe Friday), George Brand, Tommy Farrell, Joseph Forte, Robert Jordan, Jess Kirkpatrick, Vic Perrin (vice D.A. Thomason), Olan Soule (Ray Pinker), Amzie Strickland (Mrs. Anita Spencer), George Fenneman (annunciatore in apertura), Hal Gibney (annunciatore in chiusura)

## The Big Boot
- Diretto da:
- Scritto da:

### Trama
- Interpreti: Jack Webb (sergente Joe Friday), Joby Baker, Michael Garrett, Harry Harvey, Jana Lund, Troy Patterson, James Stone, George Fenneman (annunciatore in apertura), Hal Gibney (annunciatore in chiusura)

## The Big Rip
- Diretto da:
- Scritto da:

### Trama
- Interpreti: Jack Webb (sergente Joe Friday), Malcolm Atterbury (Richard Tearson), Larry J. Blake (ufficiale Suder), Suzanne Ellers (infermiera), Lee Meriwether (Vicki Tearson), Russ Whitney (Harold Semple), George Fenneman (annunciatore in apertura), Hal Gibney (annunciatore in chiusura)

## The Big Excuse
- Diretto da:
- Scritto da:

### Trama
- Interpreti: Jack Webb (sergente Joe Friday), Rodney Bell, Frank Gerstle, Anthony Lawrence, George Fenneman (annunciatore in apertura), Hal Gibney (annunciatore in chiusura)

## The Big Knot
- Diretto da:
- Scritto da:

### Trama
- Interpreti: Jack Webb (sergente Joe Friday), Eddy Grove, Joseph Hamilton, Dennis Moore, Robert Patten, Margo Woods, George Fenneman (annunciatore in apertura), Hal Gibney (annunciatore in chiusura)

## The Big Hobby
- Diretto da:
- Scritto da:

### Trama
- Interpreti: Jack Webb (sergente Joe Friday), Kip King, Ann Morrison, John Nolan, Elmore Vincent, Mack Williams, George Fenneman (annunciatore in apertura), Hal Gibney (annunciatore in chiusura)

## The Big Organizer
- Diretto da:
- Scritto da:

### Trama
- Interpreti: Jack Webb (sergente Joe Friday), William E. Green (Gilbert Wake), Buddy Lester (Paul Portell), Kathy Marlowe (Linda Mylie), Dennis Moore (Douglas Pedley), Joe Quinn (Dan Sprakey), George Fenneman (annunciatore in apertura), Hal Gibney (annunciatore in chiusura)

## The Big Gent
- Diretto da:
- Scritto da:

### Trama
- Interpreti: Jack Webb (sergente Joe Friday), William Boyett, Thom Carney, Lorraine Martin, Les Mitchel, Ralph Moody, Ed Prentiss, Johnny Silver, John Truax, Helen Van Tuyl, George Fenneman (annunciatore in apertura), Hal Gibney (annunciatore in chiusura)

## The Big Wardrobe
- Diretto da:
- Scritto da:

### Trama
- Interpreti: Jack Webb (sergente Joe Friday), Virginia Carroll (Selma Padgett), Guy Prescott (Damon Shipley), Dawn Richard (Carol Potter), John Sebastian (Roy Barrows), Herb Vigran (Harry Venner), George Fenneman (annunciatore in apertura), Hal Gibney (annunciatore in chiusura)

## The Big War
- Diretto da:
- Scritto da:

### Trama
- Interpreti: Jack Webb (sergente Joe Friday), Ben Alexander (ufficiale Frank Smith), Natalie Masters (Edith Barson), Dee Pollock (Robert Barson), Morgan Jones (sergente Dan Gardner), Gretchen Kanne (Clarice Porter), Ralph Reed (Warren B. Stoll), Art Balinger (capitano Glavas), George Fenneman (annunciatore in apertura), Hal Gibney (annunciatore in chiusura)

## The Big Bad Count
- Diretto da:
- Scritto da:

### Trama
- Interpreti: Jack Webb (sergente Joe Friday), Chuck Courtney, Craig Duncan, Ann Morrison, Roger Til, George Fenneman (annunciatore in apertura), Hal Gibney (annunciatore in chiusura)

## The Big Evans
- Diretto da:
- Scritto da:

### Trama
- Interpreti: Jack Webb (sergente Joe Friday), Marshall Bradford, Henry Corden, Natalie Norwick, Jacqueline Park, Gilman Rankin, William Vaughn, George Fenneman (annunciatore in apertura), Hal Gibney (annunciatore in chiusura)

## The Big Pack Rat
- Diretto da:
- Scritto da:

### Trama
- Interpreti: Jack Webb (sergente Joe Friday), Joey Forman, Michael Garrett, Parker Garvie, John Patrick, Peggy Ann Taylor, Robert Vaughn, George Fenneman (annunciatore in apertura), Hal Gibney (annunciatore in chiusura)

## The Big Honeymoon
- Diretto da:
- Scritto da:

### Trama
- Interpreti: Jack Webb (sergente Joe Friday), Julie Bennett, Robert Boon, Myron Cook, Florence Marly, Ernest Raboff, Victoria Risk, George Fenneman (annunciatore in apertura), Hal Gibney (annunciatore in chiusura)

## The Big Eyes
- Diretto da:
- Scritto da:

### Trama
- Interpreti: Jack Webb (sergente Joe Friday), Robert Brubaker, Richard Gittings, Brett King, John Mitchum, Vic Perrin (Thomas W. Cochran), Tom Wade, Pierre Watkin, George Fenneman (annunciatore in apertura), Hal Gibney (annunciatore in chiusura)

## The Big Cracker Box
- Diretto da:
- Scritto da:

### Trama
- Interpreti: Jack Webb (sergente Joe Friday), Michael Ann Barrett, Paul E. Burns, Gil Donaldson, James Gavin, Sid Melton, George Fenneman (annunciatore in apertura), Hal Gibney (annunciatore in chiusura)

## The Big Perfume Bottle
- Diretto da:
- Scritto da:

### Trama
- Interpreti: Jack Webb (sergente Joe Friday), Aileen Carlyle, Dick Miller, Dennis Moore, Robin Raymond, Frank Sully, George Fenneman (annunciatore in apertura), Hal Gibney (annunciatore in chiusura)

## The Big Bed
- Diretto da:
- Scritto da:

### Trama
- Interpreti: Jack Webb (sergente Joe Friday), William Boyett, Claudia Bryar, Jack Edwards, Hazel Franklyn, Gloria Grey (Undetermined Role), Bob Kline, Marjorie Stapp (Claire Peterson), George Fenneman (annunciatore in apertura), Hal Gibney (annunciatore in chiusura)

## The Big Ruthie
- Diretto da:
- Scritto da:

### Trama
- Interpreti: Jack Webb (sergente Joe Friday), Morey Amsterdam, Yvonne Fedderson, Paul Hahn, Billy Nelson, Ed Stevlingson, Bob Wehling, George Fenneman (annunciatore in apertura), Hal Gibney (annunciatore in chiusura)

## The Big Grifter
- Diretto da:
- Scritto da:

### Trama
- Interpreti: Jack Webb (sergente Joe Friday), Art Balinger (capitano Glavas), Shirley Buchanan, Booth Colman, Nancy Evans, Jay Jostyn, Ken Peters (sergente Clark), George Fenneman (annunciatore in apertura), Hal Gibney (annunciatore in chiusura)

## The Big Irony
- Diretto da:
- Scritto da:

### Trama
- Interpreti: Jack Webb (sergente Joe Friday), Sam Edwards, Shirley Mitchell (Ruth Daley), Michael Morgan, George Fenneman (annunciatore in apertura), Hal Gibney (annunciatore (Closing))